# Burg Dachsberg
Die Burg Dachsberg ist eine abgegangene Höhenburg 3000 m südöstlich auf einer Kuppe bei der Gemeinde Obermarchtal im Alb-Donau-Kreis in Baden-Württemberg. Sie liegt auf rund 605 m ü. NN.
Die Burg gehörte zu den Orten Dachdorf, Ober- und Niederdachdorf (805 Dhahdhorf), einer Wüstung südlich von Obermarchtal zwischen oberen Marbach und der Burg Dachsberg.
Im 12. Jahrhundert waren die Orte und die Burg im Besitz der Grafen von Veringen und örtlicher Ritterfamilien.
Von der auf einem 7 Meter hohen Burghügel vor 1200 erbauten Burg mit einer 24 mal 7 Meter großen ovalen Burganlage sind nur noch geringe Wall- und Grabenreste zu sehen.